# Angiografia cerebrale
L'angiografia cerebrale è una forma di angiografia che fornisce immagini dei vasi sanguigni che si trovano all'interno e intorno al cervello, consentendo in tal modo l'individuazione di anomalie anatomiche, ad esempio malformazioni artero-venose, stenosi vascolari, aneurismi.

## Storia
La tecnica (angiografia cerebrale con contrasto) fu sviluppata nel 1927 dal medico neurologo portoghese e premio nobel per la medicina dr. Antonio Egas Moniz, all'Università di Lisbona al fine di indagare la causa di diversi tipi di malattie nervose (tumori, malformazioni arterovenose ed altre). Lo stesso Moniz elaborò un apposito mezzo di contrasto che ebbe successivamente grande successo nella diagnostica a Raggi-X negli anni trenta e quaranta: il torotrasto.

## Procedura
Tipicamente un catetere viene inserito in una grande arteria (in genere l'arteria femorale a livello dell’inguine) e fatto scorrere attraverso il sistema circolatorio in via retrograda fino all'arco aortico e fino ad ottenere la successiva incannulazione selettiva dell'arteria carotide e/o dell'arteria vertebrale. Una volta raggiunto questo sito l'esaminatore procede ad iniettare un mezzo di contrasto iodato. Una prima serie di radiografie viene presa mentre il mezzo di contrasto si diffonde attraverso il sistema arterioso del cervello. Successivamente si scatta una seconda serie di radiografie quando il mezzo di contrasto raggiunge il sistema venoso. L'acquisizione di queste immagini è resa possibile grazie all'utilizzo di un apposito apparecchio a raggi X chiamato angiografo digitale
Prima degli anni '70 la tipica tecnica prevedeva la cateterizzazione tramite un ago, direttamente nell'arteria carotidea, al fine di bypassare l'anatomia tortuosa dell'arco aortico e del tronco brachiocefalico. Questa modalità di approccio è stata sostituita dal metodo corrente di infilare un catetere da una diversa arteria, a causa delle frequenti complicazioni causate da un trauma di un'arteria del collo (in particolare temibili gli ematomi del collo con possibile compromissione delle vie aeree).
Le attuali apparecchiature angiografiche tridimensionali grazie all’utilizzo di sofisticati software permettono di ottenere immagini ad alta risoluzione estremamente chiare e dettagliate. 

### Anestesia
In pazienti in condizioni generali accettabili, l’esame può essere eseguito in anestesia locale, tramite l'iniezione di una minima quantità di anestetico locale nella regione inguinale. Se il paziente presenta particolari patologie sistemiche, è scarsamente collaborante (ad esempio perché un paziente pediatrico), si ricorre all’anestesia generale.

## Utilizzo

### Angiografia cerebrale diagnostica
L’esame rappresenta il  “gold standard” per la diagnostica delle malformazioni vascolari del cervello ed in particolare per la diagnosi degli aneurismi e delle malformazioni artero-venose (MAV).

### Angiografia cerebrale interventistica
Negli ultimi decenni l’angiografia cerebrale ha assunto una connotazione anche di tipo terapeutico grazie alla elaborazione di tecniche terapeutiche endovascolari. I neuroradiologi interventisti possono infatti eseguire tutta una serie di procedure in radioscopia (che comporta proprio l’osservazione su uno schermo fluorescente di organi o apparati, così come appaiono ai raggi X). Queste procedure possono essere registrate su supporto digitale e riviste dal team radiologico che poi, ricorrendo all’utilizzo di speciali microcateteri, possono effettuare tutta una serie di complesse manovre anche sui vasi cerebrali di più piccolo calibro. 
In particolare i neuroradiologi sono in grado di trattare gli aneurismi e le malformazioni artero-venose (MAV) eseguendo trattamenti di embolizzazione, così da escludere queste formazioni dalla circolazione sanguigna (generalmente ricorrendo a microcoils, palloncini, colle o altri materiali inerti). 
L'embolizzazione con il tempo ha ricoperto un ruolo sempre più significativo nel trattamento multimodale delle MAV cerebrali, facilitando il successivo trattamento microchirurgico o radiochirurgico. In molti casi dopo embolizzazione è addirittura possibile evitare l’intervento neurochirurgico.
Un altro tipo di trattamento possibile mediante angiografia (se l'esame ha rivelato un aneurisma) è l'introduzione di bobine di metallo attraverso il catetere già in posizione e manovrato sul sito dell'aneurisma: si tratta del cosiddetto trattamento endovascolare tramite 'coiling'. 
I neuroradiologi possono ricorrere all’angiografia cerebrale anche per dilatare alcuni tratti stenotici delle arterie cerebrali, la cui ristrettezza può essere dovuta a processi di tipo aterosclerotico. In particolare questo tipo di interventi può essere eseguito sulle arterie carotidi: similmente a quanto accade per le arterie coronariche a livello cardiaco, le carotidi possono essere dilatate ricorrendo alla dilatazione con l'ausilio di un palloncino e successivo posizionamento di stent (strutture metalliche cilindriche introdotte nel lume del vaso che successivamente sono fatte espandere, risolvendo la stenosi).

## Complicazioni
L’esame è sicuro e viene effettuato di routine in molti grandi ospedali.
I rischi legati all’esecuzione della metodica, sono rari, anche se possono essere gravi: ad esempio la dissecazione delle pareti del vaso arterioso e sua successiva occlusione: questo evento può comportare un’ischemia cerebrale dell’area irrorata dal vaso in questione.
È anche possibile che si verifichi una rottura dei vasi arteriosi e successiva emorragia cerebrale.
Durante la procedura il vaso arterioso può andare in spasmo (la conseguenza ancora una volta può essere un’ischemia cerebrale).
Un’altra temibile complicanza è la trombosi arteriosa legata alla frantumazione oppure alla mobilizzazione di una placca aterosclerotica adesa alla parete di un grosso vaso che viene trattato, con la successiva micro embolizzazione a valle di vasi arteriosi di calibro inferiore.
Naturalmente l’uso di mezzo di contrasto per via endovenosa espone ad una serie di rischi, tra cui in particolare l’insufficienza renale (che in genere compare entro 24-72 dopo l'iniezione) e lo shock anafilattico.
Queste complicanze sono fortunatamente sempre più rare grazie all'adozione di una serie di provvedimenti atti a minimizzarle, fra cui la sospensione dell’assunzione di farmaci nefrotossici almeno 24-48 ore prima dell’esecuzione dell’esame, un’adeguta espansione del volume circolante (somministrazione di soluzioni elettrolitiche EV poche ore prima dell’esame), l’uso di mezzi di contrasto alternativi, non iodati o comunque a bassa osmolarità, e naturalmente la presenza durante la procedura all’interno della sala di radiologia angiografica di un medico specialista rianimatore.